# Hrabstwo niemetropolitalne
     hrabstwa niemetropolitalne
     hrabstwa metropolitalne
     dystrykty unitary authority
     Wielki Londyn

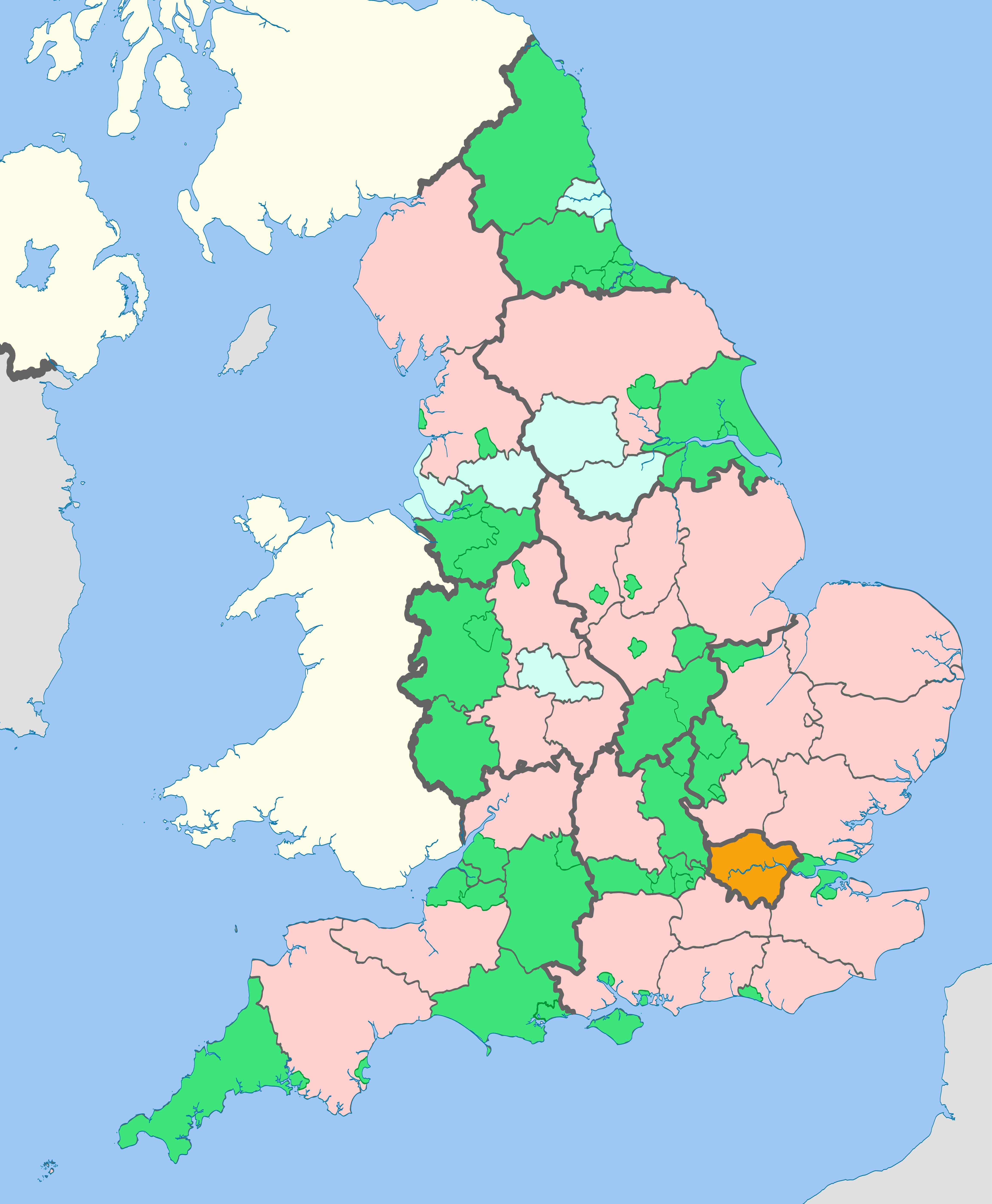
Podział administracyjny Anglii (2021):
hrabstwa niemetropolitalne
hrabstwa metropolitalne
dystrykty unitary authority
Wielki Londyn

Hrabstwo niemetropolitalne (ang. non-metropolitan county lub shire county) – jedna z dwóch odmian hrabstwa administracyjnego, jednostki podziału administracyjnego funkcjonującej na terenie Anglii. Podstawę prawną ich istnienia stanowi ustawa o samorządzie lokalnym (Local Government Act) z 1972 (z późniejszymi zmianami).

## Charakterystyka
W porównaniu do hrabstw metropolitalnych, hrabstwa niemetropolitalne obejmują tereny o relatywnie niższym stopniu urbanizacji. Większość hrabstw dzieli się na dystrykty niemetropolitalne. Zazwyczaj największe miasta nie podlegają jurysdykcji władz hrabstw, gdyż posiadają status unitary authority. Istnieją również hrabstwa niemetropolitalne, których 100% obszaru zajmują unitary authorities. W takiej sytuacji hrabstwo staje się de facto tylko hrabstwem ceremonialnym.

## Kompetencje
Do najważniejszych dziedzin leżących w gestii samorządu na szczeblu hrabstwa niemetropolitalnego należą:
- oświata
- strategiczne planowanie przestrzenne
- organizacja i planowanie transportu
- transport pasażerski
- utrzymanie głównych dróg
- pożarnictwo
- opieka społeczna
- biblioteki
- gospodarka odpadami

## Władze
Najważniejszym organem władz hrabstwa jest wyłaniana w wyborach bezpośrednich rada. Egzekutywą kieruje lider rady wraz z powołanym przez niego gabinetem.